# توريت سور لو
توريت سور لو (بالفرنسية: Tourrettes-sur-Loup)‏ هي بلدية فرنسية تقع في إقليم الألب البحرية من منطقة بروفنس ألب كوت دازور في جنوب شرق فرنسا. تبلغ مساحة هذه المدينة 29.28 (كم²)، وترتفع عن سطح البحر 400 م، يبلغ عدد سكانها 4213 نسمة حسب إحصاء المعهد الوطني للإحصاء والدراسات الاقتصادية سنة 2009 م. وترأس [[José Bertaina (PR)]] البلدية خلال فترة (2008-2014).

## معرض صور

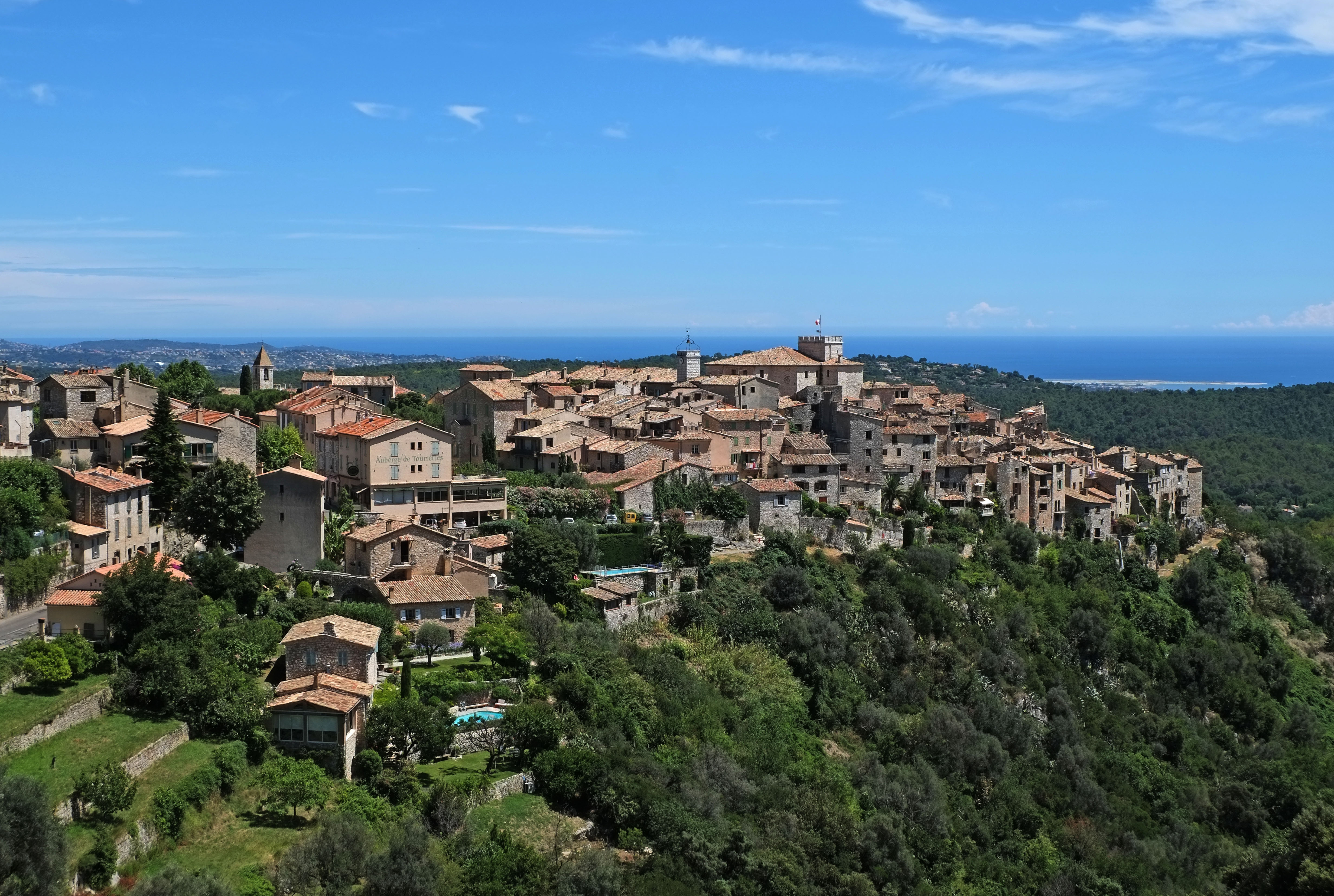
صورة للقرية
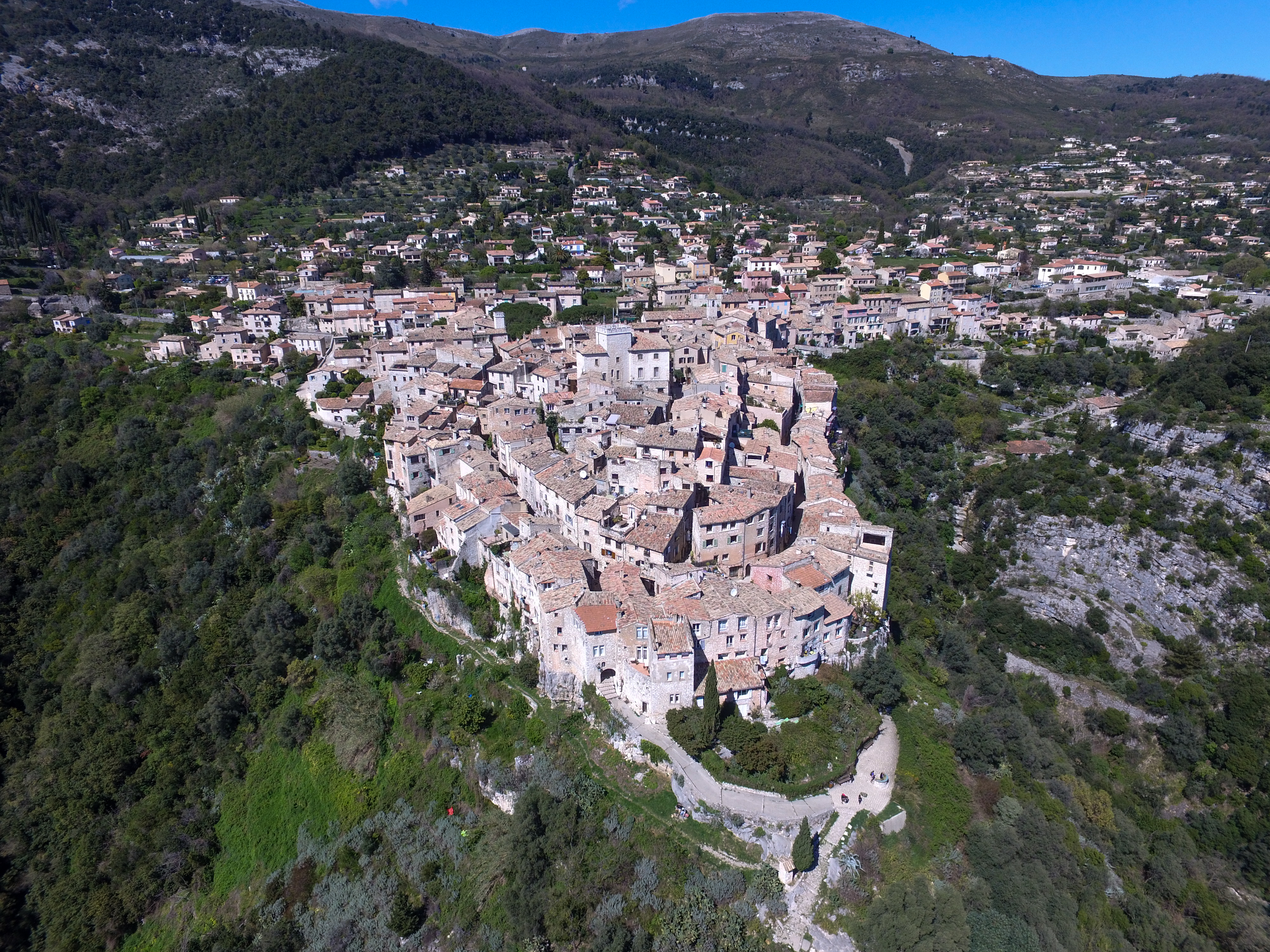
تويرت سور لو كما تبدو جوًا

## وصلات خارجية
- صفحة البلدية على موقع المعهد الوطني للإحصاء والدراسات الاقتصادية